# Willi Eichin
Willi Eichin (* 23. Juni 1943 in Haagen, Lörrach; † 28. November 2002 ebenda) war ein deutscher Kunstradsportler und zweifacher Weltmeister im Einer-Kunstradfahren.

## Werdegang
Willi Eichin wurde zweimal Weltmeister im Einer-Kunstradfahren: 1966 in Köln sowie 1970 in Ostrava. Als er 1966 in Köln Weltmeister wurde, brach er damit die jahrelange Dominanz des zweifachen Weltmeisters Hans Thissen aus Wickrath, der nach zwei groben Fehlern in seiner Kür aufgab. Schon während des Trainings war Thissen aus Verzweiflung über den glatten Fußboden in der Kölner Sporthalle, über den sich viele Sportler beklagt hatten, in Tränen ausgebrochen. Da das WM-Trikot sich als zu groß für den zierlichen Eichin erwies, mutmaßte die Presse, dies sei schon für den kräftigeren Thissen zugeschnitten gewesen. In den Jahren bis zu seinem zweiten Erfolg 1970 wurde Eichin einmal Zweiter und zwei Mal Dritter bei Weltmeisterschaften.
Für seine sportlichen Erfolge wurde Eichin am 20. Oktober 1971 mit dem Silbernen Lorbeerblatt ausgezeichnet.
Eichin machte eine Ausbildung zum Maschinen-Schlosser, studierte anschließend in Offenburg und Karlsruhe und schloss sein Studium als Ingenieur ab. Später war er beruflich in der Schweiz tätig.
Im September 2012 beschloss der Ortschaftsrat Haagen, eine Straße nach Eichin zu benennen. Die Straßenbenennung im Neubaugebiet Belist erfolgte im März 2019.